# Monastero Danilov
Il monastero Danilov, oppure Svjato-Danilovskij Monastyr' e santo monastero Danilov in russo Данилов монастырь, Свято-Данилов монастырь? è situato a Mosca, Russia, nel quartiere Danilovskij che da lui prende nome ma che ha ripreso questo nome solo nel 1991.  Dal 1983 è la sede centrale della Chiesa ortodossa russa come residenza del Patriarca di Mosca.

## Storia
Il monastero Danilov fu fondato verso la fine del XIII secolo, da Daniil, figlio di Aleksandr Nevskij. Poco prima della sua morte, avvenuta nel 1303, Daniil prese i voti monastici e venne più tardi sepolto nel monastero. La chiesa ortodossa russa lo venera come santo. Il primo archimandrita della Moscovia uscì da questo monastero nel '300.
Nel XIV-XV secolo, il monastero conobbe un periodo di declino. Nel 1560, Ivan IV lo riportò in auge. Nel 1591, quando l'esercito di uno dei khan della Crimea, Kaza Giray, si avvicinava a Mosca, l'area circostante il monastero venne strutturata come accampamento fortificato.
Nel 1606 i ribelli, guidati da Ivan Bolotnkiv e Istoma Pashkov, si scontrarono con l'esercito di Vasilij IV, non lontano dal monastero. Nel 1607 un impostore, di nome Ileyka Muromec, che sosteneva di essere lo zarevic Pëtr (figlio di Fëdor I), venne giustiziato vicino al monastero Danilov. Trovandosi al centro di molti scontri militari nel Periodo dei torbidi, il monastero fu seriamente danneggiato nel 1610. All'inizio del XVII secolo, venne circondato con un muro di mattoni con sette torri.
Nel 1710, il monastero contava 30 monaci, ma nel 1764 il loro numero si era ridotto a dodici. Nel 1900, comunque, il numero era di nuovo cresciuto, fino a 17. Tra i monaci che vissero nel monastero Danilov nel corso della sua storia, vi fu il famoso studioso greco Nikephoros Theotokis, che si ritirò nel monastero nel 1792, dopo essere stato vescovo nella Russia meridionale, che qui visse fino alla sua morte nel 1800.
Nel 1805 venne aperto un ospizio per donne anziane, che più tardi divenne un ospizio per anziani ecclesiastici e per le loro vedove.
Nel 1812, il monastero venne saccheggiato dall'esercito francese. La sacrestia ed il tesoro del monastero, comunque, erano stati trasportati a Vologda ed al monastero della Trinità di San Sergio, poco prima dell'occupazione francese di Mosca.
Le prime informazioni documentali, riguardanti la proprietà terriera del monastero Danilov, risalgono al 1785, quando risultava possedere 18 desjatine di terra. Alla fine del XIX secolo, il monastero possedeva già 178 desjatine ed alcuni edifici a Mosca.
Nella seconda metà del XIX secolo, il cimitero del monastero divenne luogo di sepoltura per molti scrittori, artisti e scienziati, come Nikolaj Gogol', Nikolaj Jazykov, Vasilij Perov, Nikolaj Rubinštejn e molti altri. I resti di molti di loro, tuttavia, furono traslati, in epoca sovietica, nel cimitero di Novodevičij, presso l'omonimo convento. Nel 1917 il monastero aveva 19 monaci e 4 novizi, e possedeva 164 desjatine di terra.
Dopo la rivoluzione d'ottobre, il monastero ospitò gli archimandriti le cui chiese erano state chiuse. Nel 1929, le autorità sovietiche pubblicarono un decreto speciale per la chiusura del monastero ed organizzarono sui suoi terreni una struttura detentiva, sotto l'egida dell'NKVD. L'ultimo monastero chiuso a Mosca divenne anche il primo ad essere restituito al patriarcato di Mosca, nel 1983, divenendo centro spirituale ed amministrativo della chiesa ortodossa russa. Nel 1988 il monastero venne restaurato: venne costruita una residenza per il patriarca ed il sinodo, insieme ad una cappella funeraria ed una cappella in memoria del millenario del battesimo della Russia.